# Anders Gärderud
Anders Gärderud (* 28. srpna 1946, Stockholm) je bývalý švédský atlet, olympijský vítěz v běhu na 3000 metrů překážek. 186cm, 70 kg v roce 1976.

## Sportovní kariéra
Byl univerzálním běžcem středních a dlouhých tratí, od 800 m do 5000 m (jeho osobní rekordy na 1 míli, 2000 metrů a 5000 metrů jsou i po čtyřech desítkách let nadále švédskými rekordy). Na začátku své atletické kariéry se bez úspěchu pokoušel prosadit na hladkých středních tratích (mistrovství Evropy 1966 v Budapešti, olympijské hry 1968 v Mexiku), svých největších úspěchů dosáhl později, v běhu na 3000 metrů překážek. Jeho zálibou byl rovněž orientační běh, ve kterém pod vedením svého otce jako dvanáctiletý začínal.
V mezinárodním měřítku se poprvé prosadil již ve svých 18 letech. Na Evropských juniorských hrách 1964 ve Varšavě (tyto hry byly předchůdcem dnešních juniorských mistrovství Evropy atletů do 19 let) získal zlatou medaili v běhu na 1500 metrů překážek v čase 4:08,0. O rok později, na mistrovství Evropy 1966 v Budapešti v čase 3:45,8 vyřazen v rozběhu na 1500 metrů. 2.9.1967 vytvořil v městě Enebyberg švédský rekord v běhu na 2000 metrů (5:07,6) a výrazný výkonnostní vzestup přišel v olympijském roce 1968: Gärderud vytvořil nový švédský rekord na 3000 metrů (7:55,0, Karlskrona 22.8.1968) a za čtyři dny nato zaběhl vynikající čas i na 1500m - výkon 3:38,7 dosažený 26.8.1968 v Göteborgu (15.-18. místo dlouhodobých světových tabulek na konci roku 1968) byl jen o jednu desetinu horší nežli švédský rekord slavného Dana Waerna (3:38,6 z 18.9.1960), vicemistra Evropy na 1500 m z roku 1958, a Gärderud se jím zařadil na šesté místo předolympijských tabulek v patnáctistovce, což mu dávalo nemalé naděje pro blížící se olympijské hry. Tím spíše, že demonstroval svou rychlost švédským rekordem na 800 metrů (1:47,2 v Římě, 11.9.1968). Na olympijských hrách v Mexiku se mu však nedařilo, výkonem 1:48,99 byl vyřazen už v rozběhu na 800 metrů a v běhu na 1500 metrů skončil časem 3:54,28 rovněž už v rozběhu.
Na mistrovství Evropy 1969 v Aténách ani nestartoval - ovšem ve stejném roce zaběhl slibný osobní rekord na 3000 m překážek, 8:38,4, který představoval 34. místo se steeplařských tabulkách roku. V roce 1971, přestože až do srpna nefiguroval v první desítce evropských běžců na 3000 metrů překážek, vyhrál na mistrovství Evropy v Helsinkách svůj rozběh v novém švédském rekordu 8:28,4. Ve finále ovšem skončil až desátý, v čase 8:39,6. V září prohrál ve steeplu na mezistátním utkání ve Stockholmu s československým vicemistrem Evropy Dušanem Moravčíkem.
Do špičkové formy se dostal v olympijském roce 1972. Na konci července vytvořil nový švédský rekord v běhu 5000 metrů (13:35,8), v polovině srpna národní rekord na 2 míle (8:20,6) a v mezičase tohoto běhu překonal i švédský rekord na 3000 metrů (7:47,8). Především ale třikrát překonal švédský rekord na 3000 metrů překážek, naposledy 20. srpna 1972 v Helsinkách časem 8:23,4. Tento výkon ho v předolympijské tabulce řadil na třetí místo za Poláka Bronisława Malinowského (8:22,2) a Fina Tapio Kantanena (8:23,0). Gärderud byl jedním z olympijských spolufavoritů, ale na olympijských hrách v Mnichově opět neuspěl. V běhu na 3000 metrů překážek vypadl v čase 8:30,8 opět již v rozběhu a nedařilo se mu ani na trati 5000 metrů, kde rovněž (13:57,2) skončil už v rozběhu.
Začalo se o něm říkat, že sice běhá rychlé časy, ale velké závody běhat neumí. Československý reprezentant Josef Horčic, který Gärderuda na mnichovských hrách v roce 1972 v rozběhu porazil, o něm dokonce prohlásil: "Překvapilo mne vítězství nad Gärderudem, který zřejmě opět psychicky nezvládl závod, i když byl ve formě, jak to konečně dokázal svým rekordem po OH. Pozoroval jsem ho v tunelu těsně před závodem. Bylo na něm vidět, že je velmi nervózní a v očích měl strach."
Už 10 dnů po neabsolvovaném olympijském finále na 3000 metrů překážek v Mnichově vytvořil ve stejné disciplíně svůj první světový rekord - 14.9.1972 překonal časem 8:20,8 dosavadní světový rekord Australana Kerryho O'Briena o 1,2 sekundy.
V roce 1973 sice začal v běhu na 3000 metrů překážek dominovat keňský běžec Benjamin Jipcho, ale Gärderud byl v meziolympijském období 1973-1976 jednoznačně nejlepším Evropanem. V roce 1973 se jako první evropský steeplař dostal pod hranici 8 minut a 20 sekund. V roce 1974 vytvořil další dva evropské rekordy a druhým z nich se velmi těsně přiblížil Jipchovu světovému rekordu. Pro mistrovství Evropy 1974 v Římě tak byl největším favoritem, ale opět nezvítězil - porazil ho Bronisław Malinowski a Gärderud se musel spokojit se stříbrnou medailí. V roce 1975 už vytvořil dva světové rekordy: 8:10,4 a poté 8:09,8.
Životního úspěchu dosáhl na olympijských hrách 1976 v Montrealu, kde zvítězil v novém světovém rekordu 8:08,02.

## Osobní rekordy
- 800 m 1:47,2 (Řím 11.9.1968)
- 1500 m 3:36,73 (Stockholm 30.7.1974)
- 1 míle 3:54,45 (Stockholm 30.6.1975)
- 2000 m 5:02,09 (Londýn 4.7.1975)
- 3000 m 7:47,8+ (Stockholm 14.8.1972, mezičas v běhu na 2 míle, 8:20,6)
- 2 míle 8:20,6 (Stockholm 14.8.1972)
- 5000 m 13:17,59 (Stockholm 5.7.1976)
- 10 000 m 28:59,2
- 3000 m překážek 8:08,02 (Montreal 28.7.1976)

## Světové rekordy Anderse Gärderuda
- 8:20,8, Helsinky 14.9.1972. Svůj první světový rekord překonal Gärderud v závodě, ve kterém startovali pouze finští běžci, v čele s finským olympijským medailistou z Mnichova Tapio Kantanenem, který doběhl v čase 8:21,0 - tedy rovněž lepším nežli byl dosavadní světový rekord Australana Kerryho O'Briena (8:22,0) z roku 1970. Časy byly měřeny ručně a Gärderudovi všechny tři stopky naměřily čas 8:20,7 - výkon však byl v souladu s tehdy platnými pravidly pro dlouhé běhy zaokrouhlen na nejbližší (horší) sudou desetinu sekundy, tedy na 8:20,8.
- 8:10,4, Oslo 25.6.1975. Světový rekord z roku 1972 překonal za několik měsíců (v lednu 1973 na Afrických hrách v Lagosu) Keňan Benjamin Jipcho, který potom v průběhu roku 1973 stlačil světový rekord až na 8:14,0 (8:13,91) - a Gärderud běhal až do roku 1975 pouze evropské rekordy. V norském Oslu, na stadionu Bislett, při mezistátním atletickém utkání Norsko-NDR-Švédsko se světový rekord opět vrátil do jeho rukou. V závodě se pod hranici 8 minut a 20 sekund dostali také dva stále se lepšící steeplaři z Německé demokratické republiky - Frank Baumgartl (8:18,4) a Jürgen Straub (8:19,8).
- 8:09,8, Stockholm 1.7.1975. V nejkvalitnějším závodě cele dosavadní steeplařské historie se Anders Gärderud dostal jako první běžec na 3000 metrů překážek pod hranici 8 minut a 10 sekund. Výkony se tentokrát měřily elektronicky a Gärderudův čas byl 8:09.70. Opět však nastoupilo pravidlo o zaokrouhlování vytrvaleckých časů na nejbližší horší sudou desetinu sekundy a jako světový rekord byla ratifikována hodnota 8:09,8. Národní rekordy vytvořili v tomto běhu také Polák Bronisław Malinowski (8:12,62) a západní Němec Michael Karst (8:16,11). Pod hranici 8:20 se dostal ještě čtvrtý v pořadí, Tapio Kantanen (8:19,54).
- 8:08,02, Montreal, 28.7.1976. Ve finálovém běhu na olympijských hrách v Montrealu vytvořil Gärderud svůj čtvrtý světový rekord. Ještě v cílové rovince se zdálo, že Frank Baumgartl bude mít dostatek sil Gärderuda přespurtovat, ale na poslední překážce východní Němec upadl a Gärderud si doběhl pro zlatou medaili i nový světový rekord. Národní rekordy svých zemí vytvořili také Malinowski, vzdor pádu i Baumgartl, stejně jako čtrvrtý v cíli, Tapio Kantanen. Gärderud ani nikdo jiný na Baumgartlově pádu vinu nenesl, naopak Baumgartl spadl přímo před Malinowského, který však stačil zareagovat a z překážky se odrazil tak intenzivně, že se mu podařilo ležícího Baumgartla přeskočit. Diskuse o tom, jak by závod dopadl nebýt Baumgartlovy kolize, ukončil sám východoněmecký atlet lapidárními slovy: "Jednoduchým faktem je, že Anders vyhrál". - Jako světový rekord vydržel montrealský výkon dva roky - na jaře 1978 ho časem 8:05,4 překonal keňský běžec Henry Rono. Evropským rekordem byl Gärderudův čas osm let - 28.8.1984 běžel v Bruselu Francouz Joseph Mahmoud 3000 metrů překážek za 8:07,62. Švédským rekordem byl vítězný čas z Montrealu 31 let. Teprve 28.7.2007 ho v belgickém městě Heusden-Zolder překonal časem 8:05,75 Švéd Mustafa Mohamed (narozený v Somálsku, do Švédska přišel ve svých 11 letech).

## Evropské rekordy Anderse Gärderuda
- 8:18,4, Stockholm 3.7.1973. Běh na 3000 metrů překážek sice na stockholmském mítinku vyhrál Benjamin Jipcho (8:18,4), ale Anders Gärderud se za ním vytáhl k historicky prvnímu evropskému času pod 8 minut a 20 sekund. Třetí doběhl v čase 8:24,2 Tapio Kantanen, teprve čtvrtý skončil pozdější bronzový medailista z her Commonwealthu 1974 Keňan Evans Mogaka (8:25,8) a pátý (8:26,4) bývalý světový rekordman na 3000 metrů překážek Australan Kerry O' Brien.
- 8:16,2, Nice 5.8.1973. Při startu v B-finále evropského poháru v Nice běžel Gärderud rychleji nežli při svém předchozím evropském rekordu, délka vodního příkopu však byla kratší, než jak stanovují pravidla.
- 8:15,09, Stockholm 2.7.1974. Na mítinku DNG ve švédském hlavním městě porazil Anders Gärderud Tapio Kantanena (8:22,45) v dalším evropském rekordu.
- 8:14,2, Helsinky 1.8.1974. Další vítězství nad Kantanenem. Novým evropským rekordem se Gärderud velmi těsně přiblížil světovému rekordu Bena Jipcha - zůstal za ním jen 0,2 sekundy.

## Národní rekordy Anderse Gärderuda v běhu na 3000 metrů překážek
- 8:28,4 (1 v rozběhu) Helsinky 13.8.1971

- 8:24,6 (1) Helsinky 8.6.1972

- 8:23,6 (1) Stockholm 27.6.1972

- 8:23,4 (1) Helsinky 20.8.1972

- 8:20,8 (1) Helsinky 14.9.1972 --- světový rekord

- 8:18,4 (2) Stockholm 3.7.1973 --- evropský rekord

- 8:15,09 (1) Stockholm 2.7.1974 --- evropský rekord

- 8:14,2 (1) Helsinky 1.8.1974 --- evropský rekord

- 8:10,4 (1) Oslo 25.6.1975 --- světový rekord

- 8:09,8 (1) Stockholm 1.7.1975 --- světový rekord

- 8:08,02 (1) Montreal 28.7.1976 --- světový rekord

## 10 nejlepších výkonů Anderse Gärderuda

### 3000 m překážek muži
| výkon   | pořadí | místo     | datum     | závod                                          |
| ------- | ------ | --------- | --------- | ---------------------------------------------- |
| 8:08,02 | 1      | Montreal  | 28.7.1976 | olympijské hry                                 |
| 8:09,70 | 1      | Stockholm | 1.7.1975  | mezinárodní mítink DNG                         |
| 8:10,4  | 1      | Oslo      | 25.6.1975 | mezistátní atletické utkání Norsko-NDR-Švédsko |
| 8:13,11 | 2      | Stockholm | 10.8.1976 | mezinárodní míting DNG                         |
| 8:14,2  | 1      | Helsinky  | 1.8.1974  |                                                |
| 8:15,09 | 1      | Stockholm | 2.7.1974  | mezinárodní mítink DNG                         |
| 8:15,37 | 1      | Stockholm | 10.6.1975 |                                                |
| 8:15,41 | 2      | Řím       | 7.9.1974  | mistrovství Evropy                             |
| 8:15,52 | 1      | Stockholm | 8.6.1976  |                                                |
| 8:16,74 | 1      | Helsinky  | 23.6.1976 | mezinárodní mítink World Games / Světové hry   |

## Výkony Anderse Gärderuda v jednotlivých sezónách

### 3000 m překážek muži
| rok  | výkon   | pořadí svět |
| ---- | ------- | ----------- |
| 1965 | 8:59,4  |             |
| 1966 | ---     |             |
| 1967 | ---     |             |
| 1968 | ---     |             |
| 1969 | 8:38,6  | 34          |
| 1970 | 8:45,0  |             |
| 1971 | 8:28,4  |             |
| 1972 | 8:20,8  | 1           |
| 1973 | 8:18,4  | 2           |
| 1974 | 8:14,2  | 1           |
| 1975 | 8:09,70 | 1           |
| 1976 | 8:08,02 | 1           |

## Anders Gärderud v atletických tabulkách své doby

### světové tabulky v běhu na 3000 m překážek v roce 1972
| výkon  | atlet                                 | pořadí     | místo    | datum     |
| ------ | ------------------------------------- | ---------- | -------- | --------- |
| 8:20.8 | Anders Gärderud (Švédsko), 1946       | 1          | Helsinky | 14.9.1972 |
| 8:21,0 | Tapio Kantanen (Finsko), 1949         | 2          | Helsinky | 14.9.1972 |
| 8:22,6 | Bronisław Malinowski (Polsko), 1951   | 1          | Varšava  | 10.8.1972 |
| 8:23,6 | Kipchoge Keino (Keňa), 1940           | 1          | Mnichov  | 4.9.1972  |
| 8:23,6 | Kazimierz Maranda (Polsko), 1947      | 1          | Varšava  | 27.6.1972 |
| 8:23,8 | Amos Biwott (Keňa), 1948              | 1 (rozběh) | Mnichov  | 1.9.1972  |
| 8:23,8 | Dušan Moravčík (Československo), 1948 | 1          | Praha    | 17.9.1972 |
| 8:24,6 | Benjamin Jipcho (Keňa), 1943          | 2          | Mnichov  | 4.9.1972  |
| 8:25,4 | Michail Želev (Bulharsko), 1943       | 1          | Oslo     | 3.7.1972  |
| 8:25,4 | Pekka Päivärinta (Finsko), 1949       | 2          | Helsinki | 26.7.1972 |

### dlouhodobé světové tabulky v běhu na 3000 m překážek k 31.12.1972
| výkon  | atlet                                 | pořadí     | datum    | místo     |
| ------ | ------------------------------------- | ---------- | -------- | --------- |
| 8:20,8 | Anders Gärderud (Švédsko), 1946       | 1          | Helsinky | 14.9.1972 |
| 8:21,0 | Tapio Kantanen (Finsko), 1949         | 2          | Helsinky | 14.9.1972 |
| 8:22,0 | Kerry O'Brien (Austrálie), 1946       | 1          | Berlín   | 4.7.1972  |
| 8:22,2 | Vladimir Dudin (SSSR), 1941           | 1          | Kyjev    | 19.8.1969 |
| 8:22,2 | Bronisław Malinowski (Polsko), 1951   | 1          | Varšava  | 10.8.1972 |
| 8:23,4 | Alexandr Morozov (SSSR), 1939         | 2          | Kyjev    | 19.8.1969 |
| 8:23,6 | Kipchoge Keino (Keňa), 1940           | 1          | Mnichov  | 4.9.1972  |
| 8:23,6 | Kazimierz Maranda (Polsko), 1947      | 1          | Varšava  | 27.6.1972 |
| 8:23,8 | Amos Biwott (Keňa), 1948              | 1 (rozběh) | Mnichov  | 1.9.19872 |
| 8:23,8 | Dušan Moravčík (Československo), 1948 | 1          | Praha    | 17.9.1972 |

### světové tabulky v běhu na 3000 m překážek v roce 1976
| výkon   | atlet                                | pořadí     | místo     | datum      |
| ------- | ------------------------------------ | ---------- | --------- | ---------- |
| 8:08,02 | Anders Gärderud (Švédsko), 1946      | 1          | Montreal  | 28.7.1976  |
| 8:09,11 | Bronisław Malinowski (Polsko), 1951  | 2          | Montreal  | 28.7.19876 |
| 8:10,36 | Frank Baumgartl (NDR), 1955          | 3          | Montreal  | 28.7.1976  |
| 8:12,60 | Tapio Kantanen (Finsko), 1949        | 4          | Montreal  | 28.7.1976  |
| 8:15.32 | Dan Glans (Švédsko), 1947            | 3          | Stockholm | 10.8.1976  |
| 8:16,10 | Gheorghe Cefan (Rumunsko), 1947      | 2          | Stockholm | 8.6.1976   |
| 8:18,36 | Michael Karst (SRN), 1957            | 5          | Stockholm | 10.8.1976  |
| 8:18,95 | Dennis Coates (Velká Británie), 1953 | 1 (rozběh) | Montreal  | 25.7.1976  |
| 8:19,44 | Gerd Frähmcke (SRN), 1953            | 5          | Stockholm | 8.6.1976   |
| 8:21,00 | Antonio Campos (Španělsko), 1951     | 6          | Stockholm | 8.6.1976   |

### dlouhodobé světové tabulky v běhu na 3000 m překážek k 31.12.1976
| výkon   | atlet                                | pořadí     | místo     | datum     |
| ------- | ------------------------------------ | ---------- | --------- | --------- |
| 8:08,02 | Anders Gärderud (Švédsko), 1946      | 1          | Montreal  | 28.7.1976 |
| 8:09,11 | Bronisław Malionowski (Polsko), 1951 | 2          | Montreal  | 28.7.1976 |
| 8:10,36 | Frank Baumgartl (NDR), 1955          | 3          | Montreal  | 28.7.1976 |
| 8:12,60 | Tapio Kantanen (Finsko), 1949        | 4          | Montreal  | 28.7.1976 |
| 8:13,91 | Bnjamin Jipcho (Keňa), 1943          | 1          | Helsinky  | 27.6.1973 |
| 8:15,32 | Dan Glans (Švédsko), 1947            | 3          | Stockholm | 10.8.1976 |
| 8:16,10 | Gheorghe Cefan (Rumunsko), 1947      | 2          | Stockholm | 8.6.1976  |
| 8:16,11 | Michael Karst (SRN), 1957            | 3          | Stockholm | 14.7.1975 |
| 8:18,85 | Franco Fava (Itálie), 1952           | 4          | Řím       | 7.9.1974  |
| 8:18,95 | Dennis Coates (Velká Británie), 1953 | 1 (rozběh) | Montreal  | 25.7.1976 |

## Závody Anderse Gärderuda před olympijskými hrami v Montrealu
- 1. června 1976, Göteborg --- 1500 m 3:40,3 (1)
- 3. června 1976, Helsinky --- 5000 m 13:44,6 (1)
- 8. června 1976, Stockholm --- 3000 m překážek 8:15,5 (1)
- 15. června 1976, Stockholm --- 3000 m překážek 8:26,8 (1)
- 17. června 1976, Västerås --- 5000 m 13:44,4 (2)
- 23. června 1976, Helsinky --- 3000 m překážek 8:16,7 (1)
- 29. června 1976, Stockholm --- 3000 m překážek 8:36,6 (1)
- 5. července 1976, Stockholm --- 5000 m 13:17,6 (1) švédský rekord
- 7. července 1976, Nyköping --- 3000 m 7:55,6 (2)
- 25. července 1976, Montreal --- 3000 m překážek 8:21,4 (3, v rozběhu)
- 28. července 1976, Montreal --- 3000 m překážek 8:08,02 (1, ve finále) světový rekord